# Список музеев Большого Монреаля
Список музеев агломерации Большой Монреаль, включающей города Монреаль, Лаваль и Лонгёй канадской провинции Квебек.

## Монреаль

### Рассортированы
| Название на русском                        | Оригинальное название                | Официальный сайт                                                               |
| ------------------------------------------ | ------------------------------------ | ------------------------------------------------------------------------------ |
| Музей Редпат университета Макгилла         | Musée Redpath                        | https://www.mcgill.ca/redpath/                                                 |
| Монреальский музей декоративного искусства | Монреальский музей изящных искусств  |                                                                                |
| Музей канадской истории Маккорд            | fr:Musée McCord Stewart              | http://www.mccord-museum.qc.ca/                                                |
| Монреальский музей современного искусства  | Musée d’art contemporain de Montréal | http://www.macm.org/                                                           |
| Монреальский музей изящных искусств        | Musée des beaux-arts de Montréal     | https://web.archive.org/web/20080126164905/http://www.mbam.qc.ca/fr/index.html |

### Не рассортированы
- en:The Black Watch (Royal Highland Regiment) of Canada
- en:Canadian Centre for Architecture
- Centre d’histoire de Montréal
- fr:Château Dufresne
- fr:Château Ramezay
- fr:Cinémathèque québécoise
- fr:Cité des arts et des nouvelles technologies de Montréal
- fr:Écomusée du fier monde
- Канадский железнодорожный музей «Экспорейл», Канадский железнодорожный музей, http://www.exporail.org
- Fort de l'Île Sainte-Hélène
- en:The Fur Trade at Lachine National Historic Site
- en:Gallery X
- en:Just for Laughs Museum
- en:LeBer-LeMoyne House
- en:Les Fusiliers Mont-Royal
- fr:Maison Saint-Gabriel
- en:Marguerite Bourgeoys Museum (Montreal)
- en:McCord Museum
- en:Montreal Biodome
- Биосфера (Монреаль)
- en:Montreal Holocaust Memorial Centre
- en:Montréal Insectarium
- fr:Musée des maîtres et artisans du Québec
- fr:Musée des ondes Émile-Berliner
- en:Notman Photographic Archives
- Нотр-Дам-де-Бон-Секур
- en:Old Custom House, Montreal
- Parisian Laundry
- en:Pointe-à-Callière Museum
- en:Robillard Block
- en:Sir George-Étienne Cartier National Historic Site

### День музеев
Монреальский день музеев проводится в последнее воскресенье мая. В этот день вход в около 30 музеев города бесплатен, у некоторых удлиняется время посещения, появляются дополнительные маршруты городского транспорта, облегчающие туристам посещение музеев.

## Лаваль
| - Centropolis - The Cosmodôme - Mille-Îles River Park - Mondial Choral Loto-Québec - Carrefour Laval shopping centre - Récréathèque - Armand-Frappier museum - Rivière-des-Prairies' hydroelectric plant (3 dams) - Old Sainte-Dorothée - Old Saint-Vincent-de-Paul - Sainte-Rose-de-Lima church - Saint-François-de-Sales church | - Laval Symphony Orchestra Архивная копия от 19 ноября 2020 на Wayback Machine - Salle André-Mathieu show hall - La Maison des Jardins' show hall - Centre de la Nature - Auteuilloise farm - Cardinal Golf club - Saint-François Golf club - Sainte-Rose Golf club - Boisé Papineau Park - Centre Laval shopping centre - Sainte-Rose en Blanc |

Source: Tourisme Laval.

## Лонгёй
В г. Лонгёй музеи отсутствуют.